# Muse Communication
Công ty TNHH truyền thông Muse (tiếng Anh: Muse Communication Co., Ltd., gọi đơn giản là Muse) là đơn vị phân phối và phát hành các nội dung anime, phim châu Á, châu Âu bản quyền có trụ sở chính tại Đài Loan (Đại lý Hoa Mộc Miên). Muse Communication hiện sở hữu giấy phép phát hành cho một số bộ anime nổi tiếng có thể kể đến như Cuộc phiêu lưu kỳ bí của JoJo, Thanh gươm diệt quỷ, Re:Zero − Bắt đầu lại ở thế giới khác, Chào mừng đến với lớp học đề cao thực lực, Đóa hoa đã thấy ngày ấy chúng mình vẫn chưa biết tên, Kaguya-sama: Cuộc chiến tỏ tình, Kem đá, Nhất quỷ nhì ma thứ ba Takagi, Frieren – Pháp sư tiễn táng, Spy × Family...

## Lịch sử
Muse Communication Co., Ltd được chính thức thành lập năm 1987 với tên Muse Cultural Enterprise Co.,Ltd trước khi được chuyển thành Muse Communication Co., Ltd không lâu sau đó. Vào năm 1992, Fukang Enterprise phụ trách phân phối sản phẩm vật lý, trong khi Eagle International Communication xử lý phân phối các bộ phim live-action từ châu Á và châu Âu.

Muse Communication (Hồng Kông) được thành lập vào tháng 11 năm 1997. Muse Animation (Thượng Hải) được thành lập vào tháng 1 năm 2013. Từ 7 tháng 8 năm 2018, Muse Communication đã bắt đầu phân phối các tác phẩm chọn lọc từ kho nội dung bản quyền của họ lên YouTube tại Đài Loan.
Muse Communication Singapore (thường được biết đến với tên: Muse Asia) được thành lập vào tháng 3 năm 2019. Từ tháng 9 năm 2019, công ty chính thức khởi động kênh YouTube Muse Asia, nơi cung cấp các bộ anime có phụ đề cứng tiếng Anh và tiếng Trung cho khán giả ở Đông Nam Á và Nam Á. Kể từ đó, công ty đã ra mắt các kênh YouTube khác với phụ đề cứng tiếng bản địa cho các khán giả ở Indonesia, Malaysia, Thái Lan, Philippines và Việt Nam.
Hakken! là một cửa hàng bán lẻ trực tuyến được điều hành bởi Muse Communication Singapore, chuyên kinh doanh sản phẩm đồ lưu niệm anime. Vào ngày 16 tháng 1 năm 2021, cửa hàng chính thức đầu tiên được mở tại đường Plaza Singapura, Singapore. Của hàng thứ hai nằm bên trong nằm trong trung tâm mua sắm VivoCity, Singapore khai trương vào ngày 17 tháng 7 năm 2021. Thương hiệu này cũng mở rộng sang Malaysia thông qua nền tảng thương mại điện tử trực tuyến Shopee vào ngày 21 tháng 10 năm 2021.

## Phân phối trong khu vực

#### Phân phối vật lý
Muse Communication không trực tiếp phát hành các tựa phim của mình bên ngoài Đài Loan, thay vào đó công ty cấp phép giấy phép phụ cho các đơn vị phân phối như Dream Express (DEX), và trước đây là Rose Media and Entertainment cho thị trường Thái Lan.

#### Phân phối kỹ thuật số và truyền hình
Muse Communication sử dụng giấy phép phụ để đưa các tác phẩm mà họ sở hữu bản quyền phát sóng tại khu vực lên các nền tảng OTT và các kênh truyền hình truyền thống. Một số nền tảng OTT lớn đáng chú ý có thể kể đến như Netflix, iQIYI, CATCHPLAY+, Bilibili, POPS Worldwide,... các kênh truyền hình như là Animax Asia hay Aniplus Asia cũng được Muse Communication cung cấp bản quyền phát sóng trong khu vực cho các bộ phim mà họ sở hữu. Chi nhánh tại Singapore của công ty đảm nhiệm phát hành các nội dung anime có chọn lọc lên YouTube.

## Phát hành nội dung trên các nền tảng
Do các hạn chế về bản quyền, các bộ anime phát hành bởi hệ thống kênh YouTube thuộc Muse Communication chỉ khả dụng với độ phân giải 720p. Anohana là bộ anime đầu tiên được phát hành dưới độ phân giải 1080p nhân kỷ niệm 10 năm của tác phẩm này.

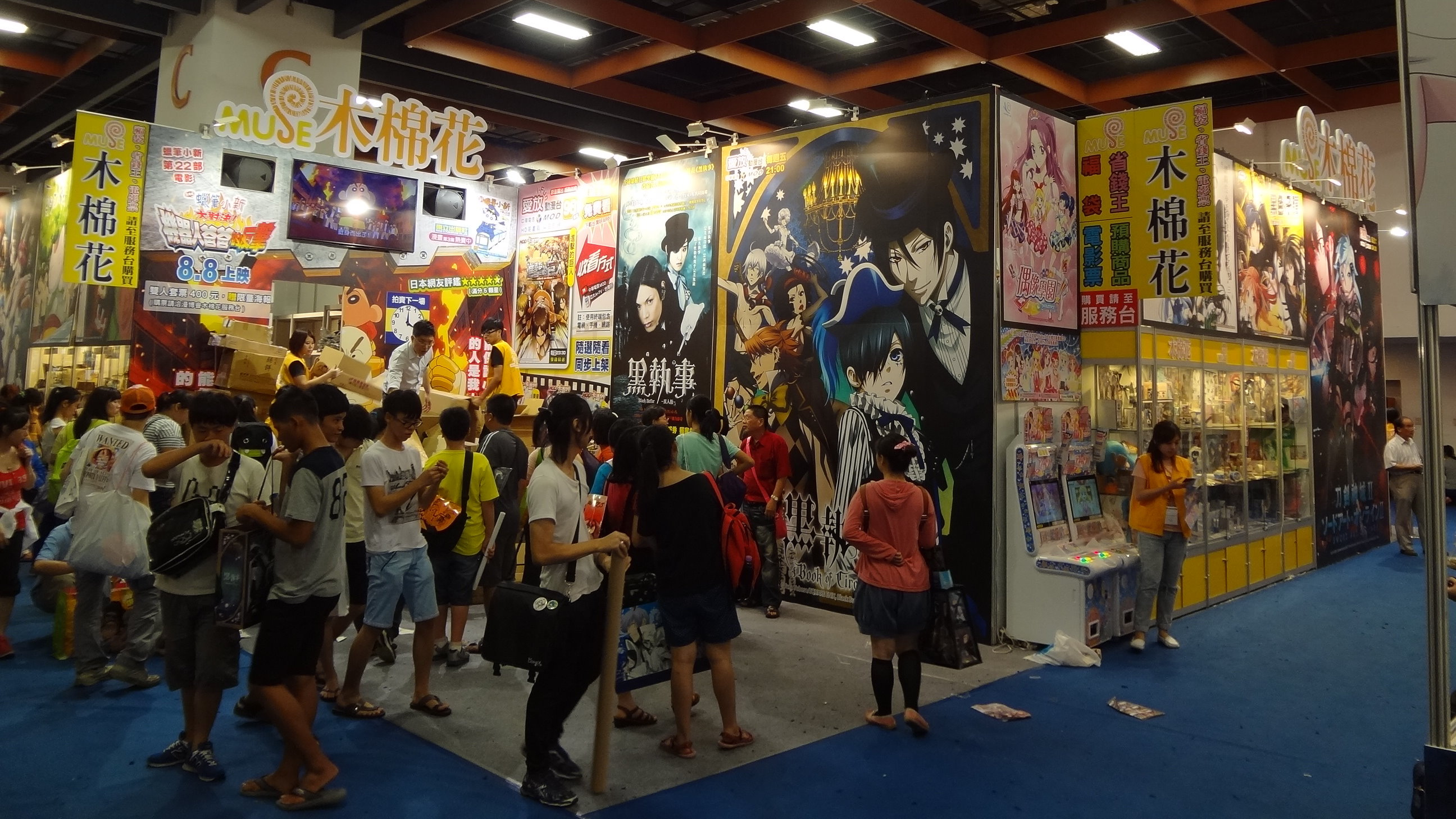
Gian hàng của Muse Communication tại triển lãm truyện tranh năm 2014.

- Gian hàng của Muse Communication tại triển lãm truyện tranh năm 2014. Muse Asia: Kênh YouTube đươc thành lập vào tháng 4 năm 2014, kênh nhắm đến đối tượng khán giả ở các quốc gia Đông Nam Á, Ấn Độ, Bangladesh, Nepal và Bhutan. Tính đến ngày 08 tháng 5 năm 2022, kênh đã thu hút 5,09 triệu người theo dõi.[16]

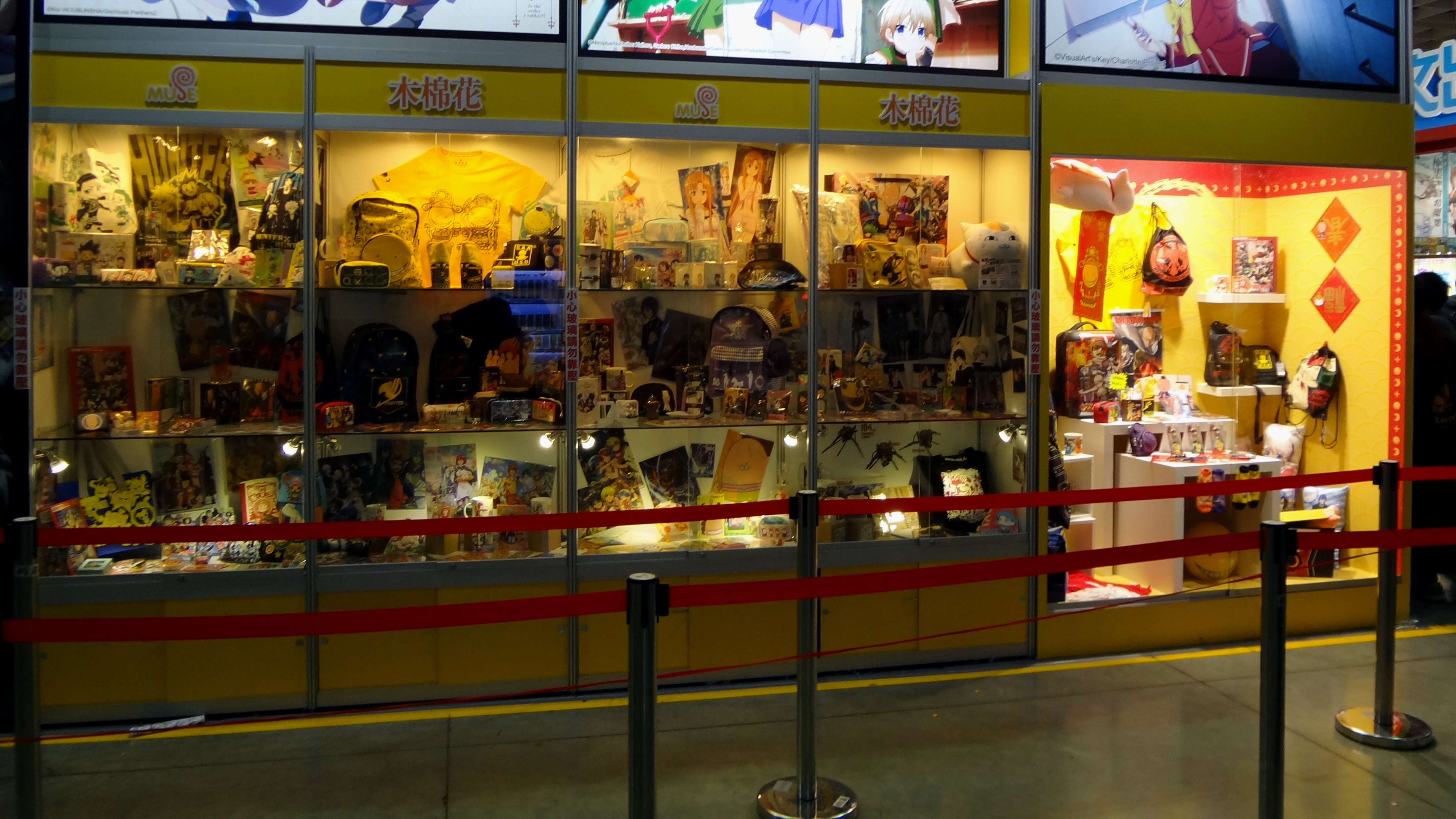
Gian hàng của Muse Communication tại liên hoan phim hoạt hình quốc tế Đài Bắc lần thứ 4 năm 2016.

- Gian hàng của Muse Communication tại liên hoan phim hoạt hình quốc tế Đài Bắc lần thứ 4 năm 2016. Muse木棉花-TW: Kênh YouTube được thành lập vào tháng 12 năm 2016 cho thị trường Đài Loan. Tính đến 08 tháng 3 năm 2022, kênh đã thu hút 1,55 triệu người đăng ký.[17]
- Muse木棉花-闔家歡: Kênh YouTube được thành lập vào tháng 4 năm 2019 cho thị trường Đài Loan. Tính đến 26 tháng 3 năm 2022, kênh đã thu hút 291 nghìn người đăng ký.[18]
- Muse木棉花-超級英雄: Kênh YouTube được thành lập vào ngày 10 tháng 8 năm 2021. Tính đến ngày 26 tháng 3 năm 2022, kênh đã thu hút 11,2 nghìn người đăng ký.[19]
- Muse木棉花-HK: Kênh YouTube được thành lập vào tháng 12 năm 2018 cho thị trường Hồng Kông.Tính đến ngày 26 tháng 3 năm 2022, kênh đã thu hút 247 nghìn người đăng ký.[20]
- Muse Việt Nam: Kênh YouTube được thành lập vào tháng 12 năm 2019 với ngôn ngữ phụ đề cứng Tiếng Việt cho thị trường Việt Nam. Tính đến ngày 22 tháng 8 năm 2022, kênh đã thu hút hơn 2 triệu người đăng ký.[21]
- Muse Malaysia: Kênh YouTube được thành lập vào tháng 12 năm 2019 cho thị trường Malaysia. Tính đến ngày 26 tháng 3 năm 2022, kênh đã thu hút 520 nghìn người đăng ký.[22]
- Muse Indonesia: Kênh YouTube được thành lập tháng 6 năm 2020 cho thị trường Indonesia. Tính đến ngày 26 tháng 3 năm 2022, kênh đã thu hút 6,4 triệu người đăng ký.[23]
- Muse Thailand: Kênh YouTube được thành lập tháng 6 năm 2020 cho thị trường Thái Lan. Tính đến ngày 26 tháng 3 năm 2022, kênh đã thu hút 1,28 triệu người đăng ký.[24]
- Muse Philippines: Kênh YouTube được thành lập tháng 7 năm 2021 cho thị trường Philippines. Tính đến ngày 26 tháng 3 năm 2022, kênh đã thu hút 193 nghìn người đăng ký.[25]
- Muse India: Kênh YouTube được thành lập thành lập tháng 3 năm 2022 cho thị trường Ấn Độ. Kênh YouTube này được thông báo vào ngày 2 tháng 4 năm 2022 và đạt được 2 nghìn lượt đăng ký[26] sau khoảng hai tiếng kể từ khi được thông báo.[27]

## Một số tác phẩm nổi bật
Dưới đây là danh sách một số tác phẩm nổi bật do Muse Communication sở hữu bản quyền phân phối và phát sóng trong khu vực. Xin lưu ý rằng đây không phải là danh sách phim phát hành trên nền tảng YouTube của Muse Communication.

#### Các tác phẩm Anime[28]
- Cấm thư ma thuật Index
- 86
- Hành trình của Elaina
- BanG Dream!
- Sono Bisque Doll wa Koi o suru
- Hội chứng tuổi thanh xuân
- Bạn gái thuê
- Cát trắng Aquatope
- Chào mừng đến với lớp học đề cao thực lực
- Câu chuyện tình bi hài về bạn thời thơ ấu sẽ không thua
- Tôi chỉ cần em gái mà thôi
- Cạo râu xong tôi nhặt gái về nhà
- Có bạn gái lại thêm bạn gái
- Tình yêu và dối trá
- Đại chiến Titan
- Goblin Slayer
- Diệt Slime suốt 300 năm, tôi level MAX lúc nào chẳng hay
- Đóa hoa đã thấy ngày ấy chúng mình vẫn chưa biết tên[a]
- Fairy Tail
- Kaguya-sama: Love Is War[b]
- Hunter x Hunter
- Cuộc phiêu lưu kỳ bí của JoJo (sở hữu bản quyền phát sóng & phân phối từ phần 1 đến phần 4, phần 5 được phát sóng độc quyền trên Netflix).[30]
- Mierukochan - Cô gái có thể nhìn thấy "chúng"
- Love Live!
- Kem Đá - Hyouka
- Lớp học ám sát
- Tengen Toppa Gurren Lagann
- Thám tử đã chết
- Thanh gươm diệt quỷ
- Thất hình đại tội
- Thất nghiệp chuyển sinh
- Akebi-chan no Sailor-fuku
- Tận thế nếu không bận, anh cứu chúng em nhé?
- Quán cà phê thỏ (BLOOM)
- One Punch Man
- Re:Zero − Bắt đầu lại ở thế giới khác
- Frieren – Pháp sư tiễn táng
- Sword Art Online
- Về chuyện tôi đã chuyển sinh thành Slime
- Tokyo Revengers
- Vì con gái, tôi có thể đánh bại cả Ma vương
- Vì mình chẳng muốn bị đau nên mình sẽ nâng tối đa lực phòng ngự
- Câu chuyện về Senpai đáng ghét của tôi
- Spy × Family[c]
- Nhất quỷ nhì ma, thứ ba Takagi (Mùa 3)
- Kenja no deshi o nanoru kenja

#### Các tác phẩmTokusatsu[28]
- Kamen Rider Series (Chỉ khả dụng ở Đài Loan)
- Super Sentai (Chỉ khả dụng ở Đài Loan)